# Czerwiec 2016

## 30 czerwca
- W rezultacie dokonanych ataków lotnictwa USA oraz państw koalicji na pozycje Państwa Islamskiego w rejonie irackiego miasta Al-Falludża zginęło ok. 250 dżihadystów oraz zniszczono co najmniej 40 pojazdów wojskowych. (onet.pl)
- Ponad 150 dżihadystów z Państwa Islamskiego zostało zabitych przez irackie lotnictwo podczas ucieczki z ostatnich zajmowanych przez nich pozycji w Faludży na zachód od Bagdadu.(wp.pl)
- 71-letni populista Rodrigo Duterte, który wygrał majowe wybory prezydenckie na Filipinach zapowiadając walkę z korupcją i przestępczością, został zaprzysiężony. Na stanowisku szefa państwa zastąpił Benigno Aquino III. (onet.pl)
- Flota Bałtycka rozpoczęła ćwiczenia w Zatoce Fińskiej. W morze wyszły jednostki do zwalczania okrętów podwodnych. Rosyjscy marynarze będą też ćwiczyć odpieranie ataków lotniczych. W manewrach biorą udział korwety „Urengoj” i „Kazaniec” oraz trałowiec „BT-115”, które będą ćwiczyć ostrzał artyleryjski celów powietrznych i morskich oraz poszukiwanie okrętów podwodnych. (wp.pl)

## 29 czerwca
- Zatrzymano 39 osób związanych z przemytem migrantów na szlaku bałkańskim. W operacji rozbito siatkę przemytniczą działająca na Bałkanach i zatrzymano 580 migrantów. Operacja trwała 36 godzin, a uczestniczyli w niej funkcjonariusze z dziesięciu państw. (tvn24.pl)
- Gen. bryg. Andrzej Reudowicz od 20 lipca będzie dowodził Połączonym Centrum Działań Bojowych w Stavanger w Norwegii. Dowódca generalny gen. broni Mirosław Różański wręczył mu decyzję o wyznaczeniu na to stanowisko w strukturach NATO. (onet.pl)
- Na pustyni w Utah miał miejsce test najnowszego silnika rakietowego należącego do NASA. Ma on zostać wykorzystany do wyniesienia na orbitę rakiety Space Launch System. SLS posłuży do realizacji programu dalekiej eksploracji kosmosu. Pierwsza misja załogowa wyruszy w kwietniu 2023 roku[1].

## 28 czerwca
- We wczesnych godzinach porannych doszło do samobójczego zamachu bombowego w meczecie w Abu Ghurajb w środkowym Iraku; 12 osób zabitych i 32 rannych. (wp.pl)
- W przeprowadzonych dwukrotnie samobójczych zamachach w chrześcijańskiej wiosce Kaa na granicy Libanu z Syrią zginęło 5 osób, a 19 zostało rannych. W obu zamachach życie straciło też 8 zamachowców. (wp.pl)
- 45 osób zginęło, a ponad 230 zostało rannych w samobójczych atakach na międzynarodowym lotnisku w Stambule[2].

## 27 czerwca
- Co najmniej 35 osób zginęło, a 25 osób zostało rannych w serii zamachów samobójczych na żołnierzy w Al-Mukalli, do kwietnia bastionie Al-Ka’idy na południu Jemenu. Celem ataków bombowych były posterunki wojskowe w portowym mieście. (wp.pl)

## 26 czerwca
- 30 osób zginęło w wypadku autobusu w Chinach, 21 osób hospitalizowano. Do tragedii doszło w prowincji Hunan w centralnej części kraju. (wp.pl)
- 17 żołnierzy sił zbrojnych Kolumbii zginęło w katastrofie śmigłowca transportowego Mi-17 produkcji rosyjskiej. Śmigłowiec rozbił się w górskim terenie w prowincji Caldas w środkowej części Kolumbii, około 180 km na zachód od stolicy państwa Bogoty. (wp.pl)
- Po 20 latach poszukiwań schwytano jednego z dwóch najbardziej poszukiwanych we Włoszech mafiosów, ważnego członka kalabryjskiej organizacji przestępczej, ’Ndranghety, Ernesto Fazzalarego. Zaocznie skazano go na karę dożywocia. (wp.pl)
- W ramach prowadzonej od końca maja ofensywy siłom rządowym, wspieranym z powietrza przez antyislamistyczną koalicję dowodzoną przez Stany Zjednoczone i siły paramilitarne, udało się wyprzeć bojowników Państwa Islamskiego z ostatniej okupowanej dzielnicy (Al-Dżulan) w północno-zachodniej Al-Falludży, miasta położonego ok. 60 km na zachód od Bagdadu. (wp.pl)
- W finale rozgrywanego w Stanach Zjednoczonych turnieju piłkarskiego Copa América Chile pokonało Argentynę 4:2 w rzutach karnych (regulaminowy czas meczu oraz dogrywka nie przyniosły bramek)[3].
- Na Krecie, zakończył się Wielki i Święty Sobór Wszechprawosławny Kościoła Wschodniego. (ekumenizm.wiara.pl)

## 25 czerwca
- Co najmniej 24 osoby zginęły w wyniku największej od ponad wieku powodzi w amerykańskim stanie Wirginia Zachodnia. Władze wprowadziły stan wyjątkowy.[4]
- 11 osób zginęło, a kilkadziesiąt zostało rannych w sobotnim ataku talibów na hotel w stolicy Somalii, Mogadiszu. (wp.pl)
- Największe od pół wieku tornado zabiło prawie 100 osób w prowincji Jiangsu we wschodnich Chinach. (tvnmeteo.tvn24.pl)
- W Hiszpanii odbyły się przedterminowe wybory parlamentarne. Frekwencja wyniosła 69,8%. Wybory wygrała Konserwatywna Partia Ludowa. (onet.pl, wp.pl)
- Jonathan Hill, brytyjski komisarz UE ds. usług finansowych, oświadczył, że podaje się dymisji na skutek zwycięstwa zwolenników Brexitu w referendum. Jego obowiązki przejmie wiceprzewodniczący Komisji Europejskiej Valdis Dombrovskis z Łotwy. (onet.pl)
- Wybory prezydenckie na Islandii

## 24 czerwca
- Liczba ofiar zabójczych piorunów w Indiach wzrosła do co najmniej 120 osób. (tvnmeteo.tvn24.pl)
- W referendum w Wielkiej Brytanii 51,9% (17,4 mln) Brytyjczyków opowiedziało się za wyjściem z Unii Europejskiej. Za pozostaniem w UE zagłosowało 48,1% (16,1 mln) wyborców. Frekwencja wyniosła 72,2%. Przeciwko wyjściu głosowały Szkocja i Irlandia Północna, a także Gibraltar. Anglia i Walia chciały w większości opuszczenia UE. (onet.pl, onet.pl. wp.pl)
- Po tym jak w referendum większość Brytyjczyków opowiedziała się za wyjściem ich kraju z Unii Europejskiej, premier David Cameron zapowiedział iż najpóźniej w październiku poda się do dymisji. (wp.pl)

## 23 czerwca
- W Wielkiej Brytanii odbyło się referendum dotyczące dalszego członkostwa tego państwa w Unii Europejskiej (tzw. „Brexit”). (wp.pl, tvp.info)
- Prezydent Kolumbii, Juan Manuel Santos, i dowódca lewicowej partyzantki FARC, Rodrigo Londono, podpisali w Hawanie porozumienie kończące wojnę domową, która w ciągu przeszło 50 lat kosztowała życie ponad 220 tys. ludzi. FARC ma rozbroić się w ciągu 6 miesięcy. (tvn24.pl)
- W ramach policyjnej operacji przeprowadzonej pod kierunkiem Interpolu zatrzymano w kilkudziesięciu krajach 26 osób podejrzewanych o udział w przemycie migrantów. (onet.pl)
- W Paryżu podczas kolejnego marszu przeciwko reformom prawa pracy zatrzymano 113 manifestantów, z czego 95 przed rozpoczęciem protestu. Marsz nadzorowało ponad 2 tys. funkcjonariuszy. W całej Francji zorganizowano 120 marszy lub wieców. (tvn24.pl)
- Amerykańscy demokraci zorganizowali w Kongresie USA protest przeciwko bierności parlamentu w sprawie regulacji rynku broni. Republikanie określili działania ponad 200 demokratów mianem pokazówki i zarzucili im próbę złamania konstytucji. (onet.pl)
- We włoskiej Ligurii o godz. 16.38 czasu lokalnego wystąpiło trzęsienie ziemi o magnitudzie 4,2. Epicentrum wstrząsów znajdowało się 2 km na północ od miejscowości Serzana i 8 km na południowy zachód od La Spezia. Hipocentrum znajdowało się na głębokości 7,3 km. Nie było doniesień o ofiarach i zniszczeniach. (tvnmeteo.tvn24.pl)

## 22 czerwca
- Co najmniej 79 osób zginęło w wyniku uderzeń piorunów w Indiach. Według serwisu BBC News, do wypadków doszło w trzech stanach. 53 osoby zginęły w stanie Bihar w północno-wschodniej części kraju; 10 osób pioruny zabiły w stanie Dźharkhand, a co najmniej 16 ludzi zginęło w Madhya Pradesh. (wp.pl)
- W nalotach na pozycje bojowników Państwa Islamskiego w mieście Ar-Rakka zginęło 25 cywilów. (tvn24.pl)
- Duma Państwowa, niższa izba parlamentu Rosji, przyjęła w trzecim i ostatnim czytaniu pakiet ustaw o utworzeniu sił gwardii narodowej, tzw. Rosgwardii. Formacja będzie podlegała bezpośrednio prezydentowi FR i będzie składała się z funkcjonariuszy kontraktowych i poborowych. (wp.pl)

## 21 czerwca
- Co najmniej 29 osób zginęło, a kilkadziesiąt zostało rannych w wyniku eksplozji magazynu broni w Gasr Garabulli (Castelverde) 70 km, na wschód od Trypolisu. (tvn24.pl)
- W zamachu bombowym w Jordanii przy granicy z Syrią zginęło sześć osób, a 14 zostało rannych. Ofiary ataku to funkcjonariusze jordańskiej straży granicznej. (tvn24.pl)
- W katastrofie autokaru ze słowackim turystami w Serbii zginęło 5 osób, a 23 zostały ranne. Do zdarzenia doszło w miejscowości Boboviszte na południu kraju. Autobus wiozący osoby wracające z wypoczynku w Grecji z nieznanych przyczyn zjechał z autostrady łączącej Serbię z Macedonią, a następnie wypadł z drogi. (wp.pl)
- Międzynarodowy Trybunał Karny skazał byłego wiceprezydenta Demokratycznej Republiki Konga Jean-Pierre’a Bembę Gombo na 18 lat więzienia za zbrodnie wojenne i przeciwko ludzkości popełnione przez jego milicję w Republice Środkowoafrykańskiej. (tvn24.pl)
- Litwa przywróciła na stałe pobór do wojska. Stosowny dekret podpisała prezydent Dalia Grybauskaitė. Sąsiad Polski planuje powoływanie do armii około 3,5-4 tys. poborowych rocznie. (onet.pl)
- W Polsce rozpoczęło się astronomiczne lato. (tvnmeteo.tvn24.pl)

## 19 czerwca
- W finale play-off koszykarskiej ligi NBA Cleveland Cavaliers pokonali Golden State Warriors 4:3. (sport.pl)
- Na Krecie, rozpoczął się Wielki i Święty Sobór Wszechprawosławny Kościoła Wschodniego. W Soborze uczestniczy 10 z 14 patriarchów Kościołów prawosławnych. (ekumenizm.wiara.pl)
- Virginia Raggi jako pierwsza kobieta w historii została wybrana burmistrzem Rzymu. (tvn24.pl)
- 14 dzieci zginęło po wywróceniu się łodzi podczas burzy na jeziorze Siamoziero w Karelii. (tvn24.pl)
- Co najmniej sześć osób zginęło, a ponad 100 zostało rannych w gwałtownych starciach między policją a członkami radykalnego związku zawodowego zrzeszającego nauczycieli, którzy blokowali drogi na południu Meksyku. Zatrzymano 21 osób. (onet.pl, tvn24.pl)
- Co najmniej 47 osób zginęło na skutek powodzi i lawin błotnych spowodowanych przez ulewne deszcze na indonezyjskiej wyspie Jawa[5].
- Oceanografowie z University of Liverpool odkryli nietypowe zjawisko akusyczne na Morzu Karaibskim. (gazeta.pl)

## 18 czerwca
- Deszcze monsunowe w południowych Chinach spowodowały śmierć co najmniej 25 osób. (tvnmeteo.tvn24.pl)
- W wieku 76 lat zmarł Paul Cox, australijski reżyser, scenarzysta i producent filmowy[6].

## 17 czerwca
- Sąd w Detmoldzie uznał byłego SS-Unterscharführera Reinholda Hanninga za winnego pomocnictwa w zamordowaniu co najmniej 170 tys. więźniów nazistowskiego obozu Auschwitz-Birkenau i skazał na 5 lat więzienia. (wp.pl)

## 16 czerwca
- Organizator konkursu pozbawił tytułu Miss Wielkiej Brytanii (Miss Great Britain) – Zare Holland za nieobyczajne zachowanie na antenie TV. Tytuł przeszedł na dotychczasową wicemiss Deone Robertson. (tvn24.pl)
- Wskutek obrażeń odniesionych podczas napaści zmarła posłanka Partii Pracy Helen Joanne Cox. (onet.pl)

## 15 czerwca
- Agencja Nieruchomości Rolnych poinformowała, iż na nowego prezesa Stadniny Koni Janów Podlaski został wybrany prof. dr hab. Sławomir Pietrzak. (tvn24bis.pl)
- Na północnym wybrzeżu Portoryko odsłonięto gigantyczną statuę, ponad 80-metrowy pomnik Krzysztofa Kolumba. (wp.tv)

## 13 czerwca
- Microsoft za 26,2 miliarda dolarów kupił LinkedIn, serwis społecznościowy, specjalizujący się w kontaktach zawodowo-biznesowych. (wyborcza.biz)

## 12 czerwca
- Hokeiści Pittsburgh Penguins sięgnęli po Puchar Stanleya wygrywając w finale play-off ligi NHL 4:2 z San Jose Sharks. (sportowefakty.wp.pl)
- 49 osób zginęło, a 53 zostały ranne w strzelaninie w klubie nocnym Pulse w Orlando. (washingtonpost.com)

## 9 czerwca
- Międzynarodowa Unia Chemii Czystej i Stosowanej oficjalnie zarekomendowała angielskie nazwy dla pierwiastków o liczbach atomowych 113, 115, 117 i 118 (ununtrium, ununpentium, ununseptium, ununoctium), odpowiednio: nihonium (uhonorowanie w nazwie Japonii), moscovium (od Moskwy), tennessine (od stanu Tennessee) oraz oganesson (na cześć rosyjskiego fizyka Jurija Oganiesiana). (sciencealert.com)
- W okolicach Moskwy rozbił się myśliwiec Su-27 należący do rosyjskich sił powietrznych. Pilot samolotu zginął.[7]

## 8 czerwca
- Międzynarodowa Federacja Tenisowa poinformowała o nałożeniu 2 lat dyskwalifikacji na rosyjską tenisistkę Mariję Szarapową za stosowanie niedozwolonych środków dopingujących (meldonium). (sportowefakty.wp.pl)

## 6 czerwca
- Seryjny morderca Lonnie David Franklin został skazany na karę śmierci za zamordowanie 10 kobiet. (tvn24.pl)
- Narodowy Bank Polski zaprezentował nowy polski banknot obiegowy o nominale 500 zł z wizerunkiem Jana III Sobieskiego. Wizerunek banknotu zaprojektował, podobnie jak w przypadku wcześniejszych banknotów, Andrzej Heidrich. Banknot ma zostać wprowadzony do obiegu w lutym 2017. (tvn24bis.pl)
- U wybrzeży tureckiego miasta Kuşadası, nad Morzem Egejskim zatopiono jako atrakcję turystyczną 36-letni samolot airbus. (tvn24.pl)
- Prezydent Niemiec Joachim Gauck oświadczył, iż nie będzie ubiegał się o reelekcję. (tvn24.pl)
- 17 cywilów, w tym 8 dzieci, zginęło w wyniku nalotów na targowisko w mieście Al-Aszara, w prowincji Dajr az-Zaur na wschodzie Syrii. Syryjskie Obserwatorium Praw Człowieka przypisuje ataki rosyjskiemu lub syryjskiemu lotnictwu. (tvn24.pl)

## 5 czerwca
- 17 osób zginęło w strzelaninie w kazachskim mieście Aktobe. (astanatimes.com)
- W rywalizacji singlistów podczas wielkoszlemowego turnieju tenisowego Roland Garros triumfowali: reprezentująca Hiszpanię Garbiñe Muguruza i Serb Novak Đoković. (rolandgarros.com, rolandgarros.com)
- Podczas uroczystej mszy świętej na placu świętego Piotra w Watykanie, bł. Maria Elżbieta Hesselblad oraz bł. Stanisław Papczyński zostali przez papieża Franciszka włączeni w poczet świętych Kościoła Rzymskokatolickiego. (ekai.pl)
- W kościele ewangelicko-augsburskim Świętej Trójcy w Warszawie odbyło się uroczyste ekumeniczne nabożeństwo z okazji obchodów 200-lecia istnienia Towarzystwa Biblijnego w Polsce. Kazanie wygłosili arcybiskup senior archidiecezji wrocławskiej Kościoła Rzymskokatolickiego abp Marian Gołębiewski oraz honorowy superintendent Kościoła Ewangelicko-Metodystycznego w RP ks. dr Edward Puślecki. (ekumenizm.pl)
- Co najmniej 14 osób zginęło na południu Turcji, gdy wiozący ich autokar wpadł do kanału[8].

## 4 czerwca
- W Warszawie z okazji Dnia Wolności i Praw Obywatelskich przeszedł marsz „Wszyscy dla Wolności” z udziałem byłych Prezydentów RP Bronisława Komorowskiego i Aleksandra Kwaśniewskiego. (tvn24.pl)
- Pod hasłem „Amen” odbyło się XX, jubileuszowe, coroczne spotkanie polskiej młodzieży katolickiej Lednica 2000. W spotkaniu wzięło udział ok. 65 tys. osób[9]. (ekai.pl)

## 3 czerwca
- Zmarł Muhammad Ali (ur. jako Cassius Marcellus Clay), jedyny bokser w historii który trzykrotnie zdobył tytuł mistrza świata wszechwag i skutecznie bronił go dziewiętnaście razy. (tvn24.pl)
- Kilkadziesiąt osób zginęło w wyniku intensywnych nalotów syryjskich sił powietrznych na opanowane przez siły rebeliantów dzielnice miasta Aleppo. (tvn24.pl)
- Myśliwce F/A-18 Super Hornet sił United States Navy dokonały nalotów na siły dżihadystów z pokładu lotniskowca USS Harry S. Truman (były to pierwsze loty bojowe samolotów US Navy z Morza Śródziemnego na cele na Bliskim Wschodzie od 2003). (tvn24.pl)
- 51 osób uczestniczących w niemieckim festiwalu Rock am Ring zostało porażonych piorunem. (tvnmeteo.tvn24.pl)
- Synod Ewangelicko-Luterańskiego Kościoła Łotwy zniósł ordynację kobiet. (ekumenizm.pl)
- Hiszpański motocyklista ścigający się w klasie Moto2 – Luis Salom zginął w czasie treningu przed Grand Prix Katalonii. (tvn24.pl)

## 2 czerwca
- Zmarł Andrzej Niemczyk, były siatkarz i trener; twórca sukcesów siatkarskiej reprezentacji Polski kobiet, z którą zdobył dwukrotnie złoty medal na mistrzostwach Europy (2003 i 2005). (sport.pl)
- Jednego dnia rozbiły się samoloty dwóch zespołów akrobacyjnych amerykańskich sił zbrojnych: U.S. Air Force Thunderbirds i Blue Angels; pilot Blue Angels zginął (konflikty.pl)
- Stelmet BC Zielona Góra pokonał Rosę Radom w finale Tauron Basket Ligi, broniąc tym samym tytuł koszykarskiego Mistrza Polski. (plk.pl)
- 9 amerykańskich żołnierzy utonęło po tym, gdy transporter opancerzony, którym jechali przewrócił się w wezbranym potoku na terenie bazy Fort Hood w Teksasie. (tvn24.pl)

## 1 czerwca
- W Alpach otwarto najdłuższy na świecie (57 km) tunel kolejowy o nazwie Gotthard-Basistunnel. (wp.pl)
- Przed hotelem Ambassador w Mogadiszu, w Somalii doszło do samobójczego zamachu w wyniku którego zginęło co najmniej 15 osób. Do organizacji zamachu przyznali się bojownicy organizacji Al-Szabab. (tvn24.pl)
- Jubileusz 50-lecia przyjęcia sakry biskupiej obchodził najstarszy żyjący rzymskokatolicki biskup na świecie abp Peter Leo Gerety (ur. 1912). (ekai.pl)
- Komisja Europejska przyjęła opinię dotyczącą stanu praworządności w Polsce. (tvn24.pl)
- Obfite deszcze spowodowały powódź w Bawarii, w wyniku której zginęło 6 osób[10].